# Taylor Townsend
Taylor Townsend (nascida em 16 de abril de 1996) é uma tenista profissional americana. 
Ela foi classificada como a número 61 do mundo em simples pela WTA, o que ela alcançou pela primeira vez em julho de 2018, e alcançou a classificação de duplas mais alta de sua carreira, sendo a número 5 do mundo em junho de 2023. Quatro vezes detentora de títulos de duplas no WTA Tour, Townsend também alcançou duas finais importantes: o US Open de 2022 (com Caty McNally) e o Aberto da França de 2023 (com Leylah Fernandez).
Como júnior, Townsend foi nomeada "Campeã Mundial Júnior" da ITF em 2012 por terminar o ano em primeiro lugar no ranking feminino, tornando-a a primeira americana a fazê-lo desde 1982. Isso aconteceu depois que ela ganhou os títulos do Australian Open de 2012 em ambas as chaves: de simples e de duplas femininas, bem como os títulos de duplas de Wimbledon e US Open. Townsend se profissionalizou no final de 2012 e, em 2014, estreou no Circuito Feminino da ITF depois de ganhar dois títulos. Suas conquistas garantiram sua estreia no top 100 de simples em 2015.
Conhecida como uma das poucas jogadoras do WTA Tour a empregar frequentemente táticas de saque e voleio em seu jogo, Townsend também ganhou vários títulos de duplas na carreira. Ela entrou pela primeira vez no top 100 em duplas em 2016, depois de vencer oito das dez finais alcançadas no Circuito Feminino da ITF naquele ano. Depois de seu retorno ao esporte em 2022, após a licença maternidade, ela alcançou sua primeira grande final no US Open de 2022. Em 2023, ela fez sua estreia entre as Top 5 depois de ganhar dois títulos WTA 500, alcançando sua primeira final WTA 1000 e aparecendo em sua segunda final de Major no Aberto da França.

## Vida pessoal e antecedentes
Townsend nasceu em Chicago, filha de Gary e Sheila (nascida Jones). Seus pais são administradores de ensino médio e sua mãe trabalhava como banqueira. Sheila jogou tênis da Divisão II na Lincoln University, no Missouri. Townsend tem uma irmã mais velha, Symone, que jogou tênis universitário na Florida A&M University.
Townsend começou a jogar tênis aos seis anos de idade e foi uma das primeiras jogadoras juniores a participar do programa XS Tennis dirigido por Kamau Murray [en]. Murray é mais conhecido por ter treinado Sloane Stephens para o título do US Open de 2017. Quando Townsend tinha oito anos, ela se mudou para Atlanta para continuar treinando com o pai de Donald Young. A mãe de Townsend é amiga íntima de Donald Young Sr., pois eles cresceram juntos no South Side de Chicago, onde treinaram no mesmo centro de tênis.
Aos 14 anos, Townsend mudou-se para Boca Raton, Flórida, para ingressar no programa de desenvolvimento da USTA. Quando a USTA decidiu não financiar as despesas de Townsend para competir no US Open de 2012, Murray e XS Tennis organizaram uma arrecadação de fundos para cobrir quase US$ 1.000 do custo da viagem. Depois disso, Townsend dividiu o tempo treinando com Murray em Chicago e Zina Garrison na área de Washington, D.C. Townsend tenta modelar seu jogo com base em seu ídolo do tênis, Martina Navratilova.
Em 14 de outubro de 2020, Townsend anunciou nas redes sociais que estava grávida. Ela deu à luz seu filho, Adyn Aubrey, em 14 de março de 2021.

## Carreira júnior

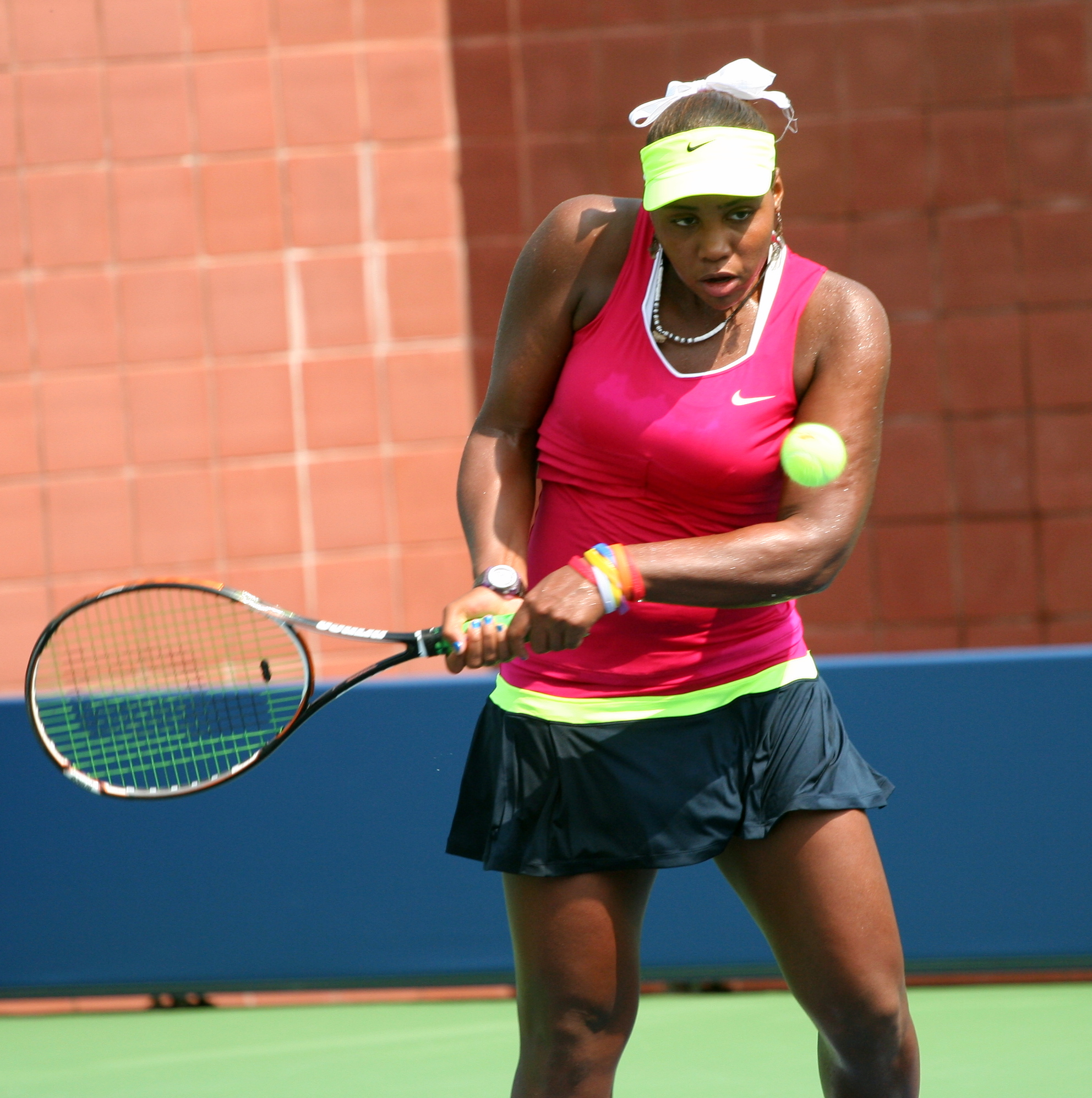
Townsend no US Open Junior, 2012.

Townsend venceu o torneio de simples do Australian Open júnior de 2012 aos 15 anos de idade, tornando-se a segunda americana a ganhar esse título depois de Kim Kessaris [en] em 1989. Ela também ganhou o título de duplas no mesmo evento para se tornar a primeira americana a ganhar títulos de simples e duplas em um evento júnior do Grand Slam desde que Lindsay Davenport conquistou o feito no US Open de 1992. Alguns meses depois, Townsend venceu o Easter Bowl para completar sua ascensão ao primeiro lugar no ranking júnior da ITF antes do final de abril.
Ainda em 2012, foi campeã em duplas juvenil em Wimbledon e no US Open. Ela formou parceria com a compatriota Gabrielle Andrews [en] em ambos os eventos. Na final dos dois torneios, derrotou a suiça Belinda Bencic que formou parceria com Ana Konjuh no primeiro e Petra Uberalová [en] no último.

## Carreira profissional

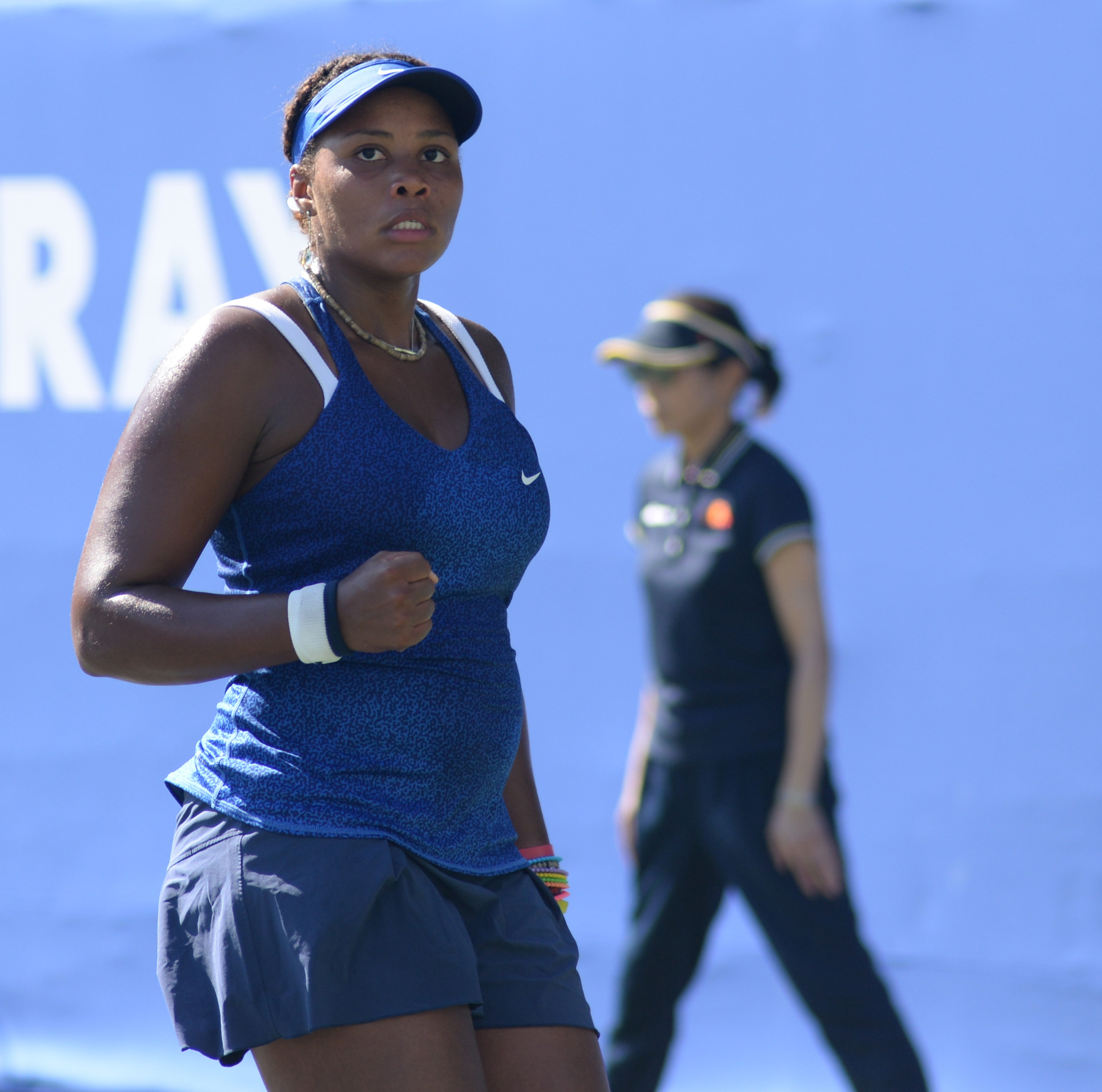
Townsend
no Toray Pan Pacific Open, 2014.

### 2014:  Primeiras vitórias em partidas de Grand Slam
Em semanas consecutivas na primavera, Townsend disputou dois eventos de quadra de saibro no circuito profissional da USTA em Charlottesville [en] e Indian Harbour Beach. Ela ganhou títulos de simples e duplas em cada um desses eventos, seus primeiros títulos da ITF. Townsend fez parceria com Asia Muhammad em duplas em ambos os torneios. Com esse sucesso, ela ganhou o wild card da USTA no Aberto da França, onde Townsend fez sua estreia em simples em majors, classificada em 205º lugar. Ela derrotou a compatriota nº 65, Vania King, e derrotou a francesa mais bem classificada, nº 21 do mundo Alizé Cornet, para avançar para a terceira rodada, na qual perdeu para a 15ª colocada, Carla Suárez Navarro. Sloane Stephens foi a única outra mulher estadunidense a chegar tão longe no torneio.

### 2015: estreia no Top 100 e declínio

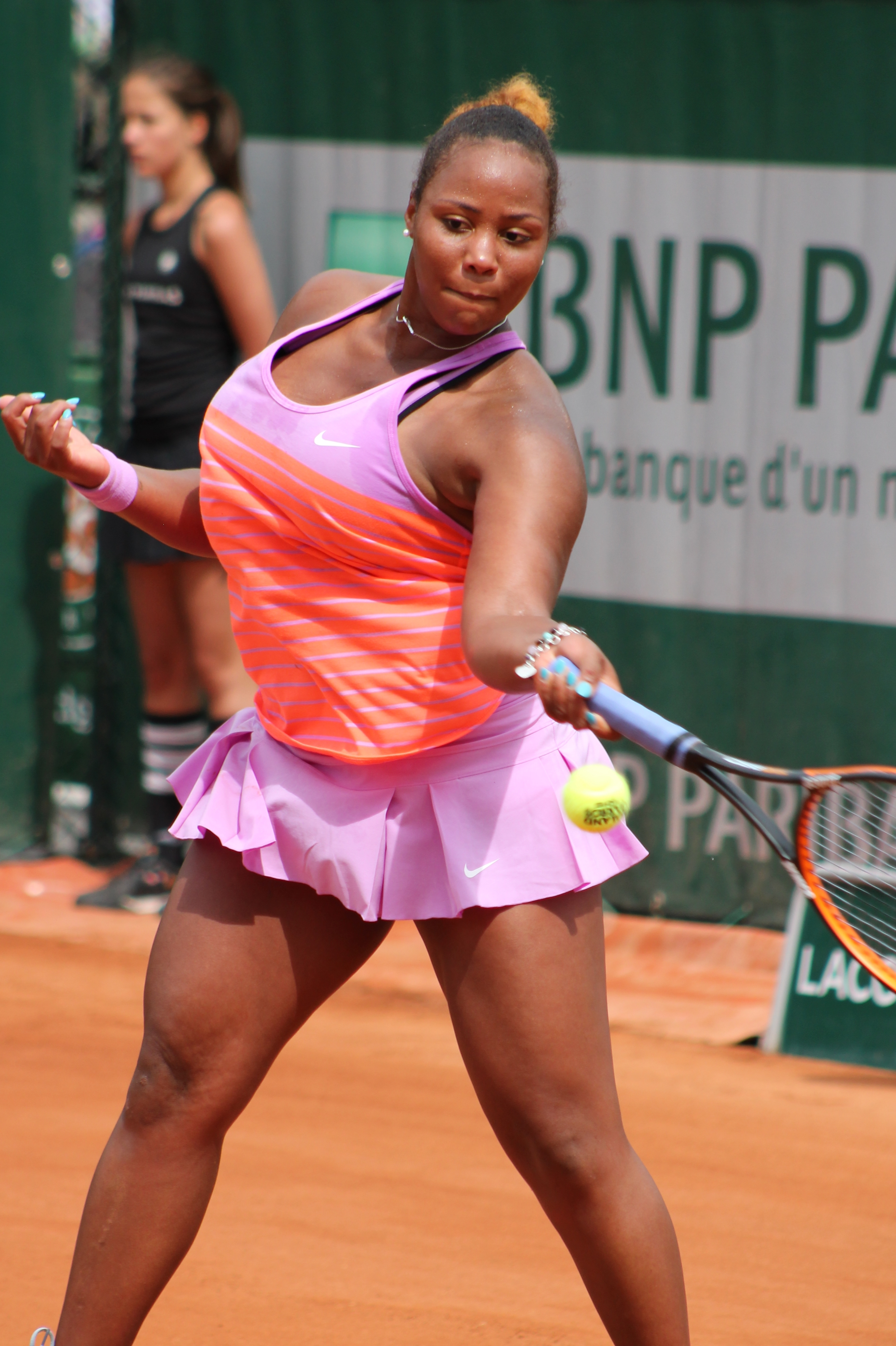
Townsend em Roland Garros, 2015.

Townsend entrou no top 100 logo no início da temporada, depois de chegar à segunda fase do WTA de Auckland. Com uma classificação mais elevada, ela conseguiu entrada direta no Aberto da Austrália e perdeu para Caroline Wozniacki na primeira rodada. Em fevereiro, ela fez sua estreia na Fed Cup contra a Argentina e venceu sua única partida, uma partida onde fez parceria com Coco Vandeweghe. Townsend então caiu do top 100 em abril e começou a lutar contra sua forma, vencendo apenas duas partidas no Circuito ITF no resto do ano e nenhuma no nível WTA Tour. Ela terminou o ano fora do top 300.

### 2023: Segunda final de Major, título WTA 1000 e número 5 mundial em duplas

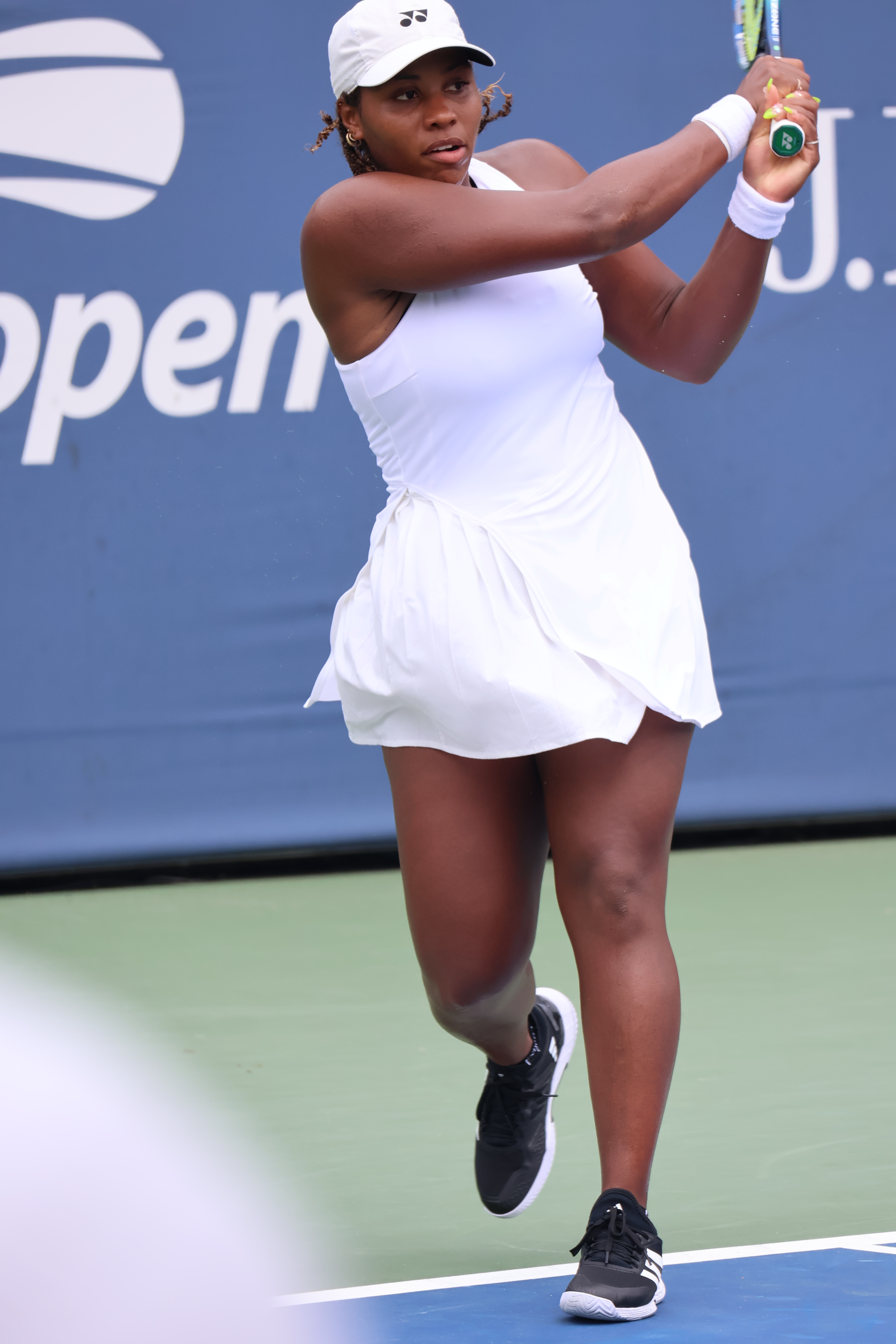
Townsend no US Open, 2023.

Para o começo de temporada, a brasileira Luisa Stefani jogaria o Aberto da Austrália com Caty McNally. Taylor Townsend, ex-parceira de McNally assumiu seu lugar com Stefani no WTA 500 de Adelaide quando McNally desistiu, e a dupla chegou ao título, o sexto de Stefani na WTA.
No Miami Open, formando dupla com a canadense Leylah Fernandez, chegou na final e foi derrotada pelas estadunidenses Jessica Pegula e Coco Gauff.
Em 11 de junho de 2023 chegou a final de Grand Slam por duplas em Roland Garros jogando junto novamente com  Leylah Fernandez, elas perderam a final por 2 a 1 para a taiwanesa Hsieh Su-wei e a chinesa Wang Xinyu.
No Torneio de Wimbledon de 2023, foi cabeça-de-chave, novamente formando parceria com Leylah Fernandez e perdeu na segunda rodada para a dupla da brasileira Luisa Stefani e a francesa Caroline Garcia.
Quando era a 132ª do mundo e vinha retomando a carreira depois da gravidez, Townsend venceu a brasileira Beatriz Haddad Maia na segunda rodada do US Open, em sets diretos. Seus próximos destaque na temporada foram: o título do ITF de US$ 60k em Templeton; o título do ITF de US$ 80k em Macon e uma quartas de final no Dow Tennis Classic contra a eventual vice-campeã Jana Fett, partida da qual teve que desistir por contusão.

### 2024: Título de duplas em Adelaide
Townsend iniciou a temporada no Adelaide International. Devido à sua posição no ranking de simples, precisou participar da qualificatória, na qual passou por Tina Nadine Smith [en] na primeira rodada mas perdeu para Claire Liu [en] na segunda. No entanto, ela foi beneficiada pelo critério de "lucky loser", conseguindo vaga na chave principal. Lá, ela venceu Aliaksandra Sasnovich na primeira rodada em sets diretos mas perdeu em seguida para Marta Kostyuk em jogo de três sets. Já na chave de duplas, em parceria inédita com Beatriz Haddad Maia, elas chagaram ao título sem perder nenhum set. Como cabeças de chave N° 3, elas passaram por Alexandra Panova / Alycia Parks na primeira rodada, por Shuko Aoyama / Aleksandra Krunić na segunda e se beneficiaram da desistência da dupla cabeça de chave N° 1 Barbora Krejčíková / Laura Siegemund na semifinal. Na partida final, continuaram invictas e venceram a dupla francesa Caroline Garcia / Kristina Mladenovic para chegar ao título. O torneio seguinte de Townsend no giro australiano foi o Australian Open. Na chave de simples, ela perdeu para Paula Badosa na primeira rodada em sets diretos. Já na chave de duplas, mantendo a parceria com Beatriz Haddad Maia e como cabeças de chave N° 8 chegaram até as oitavas de final, onde caíram para a dupla Cristina Bucșa / Alexandra Panova em sets diretos. Nos torneios em quadras duras subsequentes, seu maior destaque foi no Miami Open, onde passou pela qualificatória e chegou até a terceira rodada da chave principal, onde perdeu para a cabeça de chave N° 4 Elena Rybakina em jogo de três sets muito equilibrados.
Townsend deu início à temporada em quadras de saibro no Charleston Open, no qual chegou às oitavas de final onde perdeu para cabeça de chave N° 12, Victoria Azarenka em jogo de três sets. Em seguida, no Aberto de Madri perdeu na primeira rodada para Mirra Andreeva também em jogo de três sets. Na chave de duplas, chegou às quartas de final em parceria com Coco Gauff. No Aberto de Roma, perdeu na primeira rodada para Brenda Fruhvirtová [en] em jogo de três sets. Na chave de duplas, chegou às quartas de final em parceria com Katerina Siniakova. No Aberto de Marrocos, em Rabat, ela perdeu na primeira rodada para Kamilla Rakhimova, jogo que foi obrigada a abandonar por contusão.
Townsend começou a temporada em quadras de grama tentando o Bad Homburg Open, no qual passou pela qualificatória, mas perdeu na primeira rodada da chave principal para Linda Noskova em sets diretos. Em seguida, participou do Torneio de Wimbledon, no qual, perdeu para a cabeça de chave N° 25, Anastasia Pavlyuchenkova, na primeira rodada, em sets diretos.
De volta às quadras duras na América do norte, Townsend participou do Washington DC Open, no qual, como "lucky loser" da qualificatória, passou por Dayana Yastremska, por Marina Stakusic [en], e por Jelena Ostapenko, mas perdeu para Emma Navarro, nas quartas de final.

## Finais da WTA

### Duplas: 9 finais (4 títulos, 5 vices)
| Legenda                                        |
| ---------------------------------------------- |
| Grand Slam (0–2)                               |
| WTA Tour (0–0)                                 |
| Premier Mandatory & Premier 5 / WTA 1000 (0–1) |
| Premier / WTA 500 (3–0)                        |
| International / WTA 250 (1–2)                  |

| Finais por piso |
| --------------- |
| Duro (4–4)      |
| Saibro (0–1)    |
| Grama (0–0)     |
| Carpete (0–0)   |

| Status | N.  | Data     | Torneio                               | Categoria     | Piso   | Parceira         | Oponente (s)                            | Placar             |
| ------ | --- | -------- | ------------------------------------- | ------------- | ------ | ---------------- | --------------------------------------- | ------------------ |
| Perdeu | 0–1 | Ago 2013 | Washington Open, EUA                  | International | Duro   | Eugenie Bouchard | Shuko Aoyama Vera Dushevina             | 6–3, 6–3           |
| Perdeu | 0–2 | Jan 2019 | Auckland Open, Austrália              | International | Duro   | Paige Hourigan   | Eugenie Bouchard Sofia Kenin            | 6–1, 1–6, [7–10]   |
| Venceu | 1–2 | Jan 2020 | Auckland Open, Austrália              | International | Duro   | Asia Muhammad    | Serena Williams Caroline Wozniacki      | 6–4, 6–4           |
| Perdeu | 1–3 | Set 2022 | US Open, EUA                          | Grand Slam    | Duro   | Caty McNally     | Barbora Krejčíková Kateřina Siniaková   | 6–3, 5–7, 1–6      |
| Venceu | 2–3 | Jan 2023 | Adelaide International, Austrália     | WTA 500       | Duro   | Asia Muhammad    | Storm Hunter Kateřina Siniaková         | 6–2, 7–6(7–2)      |
| Venceu | 3–3 | Jan 2023 | Adelaide International (2), Austrália | WTA 500       | Duro   | Luisa Stefani    | Anastasia Pavlyuchenkova Elena Rybakina | 7–5, 7–6(7–3)      |
| Perdeu | 3–4 | Abr 2023 | Miami Open, EUA                       | WTA 1000      | Duro   | Leylah Fernandez | Coco Gauff Jessica Pegula               | 6–7(6–8), 2–6      |
| Perdeu | 3–5 | Jun 2023 | Roland Garros, França                 | Grand Slam    | Saibro | Leylah Fernandez | Hsieh Su-wei Wang Xinyu                 | 6–1, 6–7(5–7), 1–6 |
| Venceu | 4–5 | Jan 2024 | Adelaide International, Austrália     | WTA 500       | Duro   | Bia Haddad Maia  | Caroline Garcia Kristina Mladenovic     | 7–5, 6–3           |